# Фаворит (фильм, 2003)
«Фаворит» — кинофильм, основанный на реальных событиях 1930-х годов. Экранизация романа «Seabiscuit: An American Legend» Лауры Хилленбранд.

## Сюжет
Великая депрессия в Америке в самом разгаре, у людей остается последняя отдушина — ипподром, на котором появляется новая звезда — маленькая лошадка по кличке Сухарь, кажущаяся поначалу непригодной к участию в скачках…
Её жокей Джон «Ред» Поллард — слепнущий жокей, который подрабатывает, участвуя в боксёрских матчах. Её тренер — Том Смит, бывший тренер лошадей для кавалерии, по прозвищу «молчаливый Том». А хозяин Сухаря — Чарльз Ховард, крупнейший автодилер в Калифорнии и один из богатейших людей в районе залива Сан-Франциско.
Но пока вся страна с живым интересом следит за восхождением Сухаря. Ведь невзрачной лошадке с полуслепым жокеем удастся обыграть непобедимого фаворита скачек Адмирала, и добиться титула «Лучшая Лошадь» 1938 года.

## В ролях
- Тоби Магуайр — Джон «Ред» Поллард / Рыжий
- Крис Купер — Том Смит
- Джефф Бриджес — Чарльз Ховард
- Уильям Мэйси — Тик Ток МакЛахлин
- Элизабет Бэнкс — Марсела Ховард
- Эд Лотер — Чарльз Страб
- Гэри Стивенс — Джордж Вульф
- Майкл Ангарано — Джон Поллард в детстве
- Питер Джейсон — репортёр Макс
- Энни Корли — миссис Поллард
- Лойд Кэтлетт — кузнец
- Майкл Б. Сильвер — балтиморский врач

## Награды и премии
| Премия                           | Номинация                         | Персона                                                                               | Результат |
| -------------------------------- | --------------------------------- | ------------------------------------------------------------------------------------- | --------- |
| «Оскар»                          | Лучший фильм                      | Фрэнк Маршалл, Кэтлин Кеннеди и Гэри Росс                                             | Номинация |
| «Оскар»                          | Лучший адаптированный сценарий    | Гэри Росс                                                                             | Номинация |
| «Оскар»                          | Лучший звук                       | Тод. А. Мейтланд, Анна Белмер и Энди Нельсон                                          | Номинация |
| «Оскар»                          | Лучший монтаж                     | Уильям Голденберг                                                                     | Номинация |
| «Оскар»                          | Лучший дизайн костюмов            | Джудианна Маковски                                                                    | Номинация |
| «Оскар»                          | Лучшие декорации                  | Жаннин Клодия Оппеуолл и Лесли А. Поуп                                                | Номинация |
| «Оскар»                          | Лучшая работа оператора           | Джон Шварцман                                                                         | Номинация |
| «Золотой глобус»                 | Лучший фильм (драма)              |                                                                                       | Номинация |
| «Золотой глобус»                 | Лучшая мужская роль второго плана | Уильям Мэйси                                                                          | Номинация |
| «Премия Гильдии киноактёров США» | Лучший актёрский состав           | Джефф Бриджес, Тоби Магуайр, Уильям Х.Мэйси, Крис Купер, Элизабет Бэнкс, Гэри Стивенс | Номинация |
| «Премия Гильдии киноактёров США» | Лучшая мужская роль второго плана | Крис Купер                                                                            | Номинация |